# Arcidiecéze sevillská
Arcidiecéze sevillská je římskokatolická metropolitní arcidiecéze ve Španělsku, jejíž sídlo je v Seville. Biskupství v Seville bylo založeno již ve 3. století n. l., od 4. století je arcibiskupstvím. Její biskupové jsou od roku 1803 tradičně jmenováni kardinály.

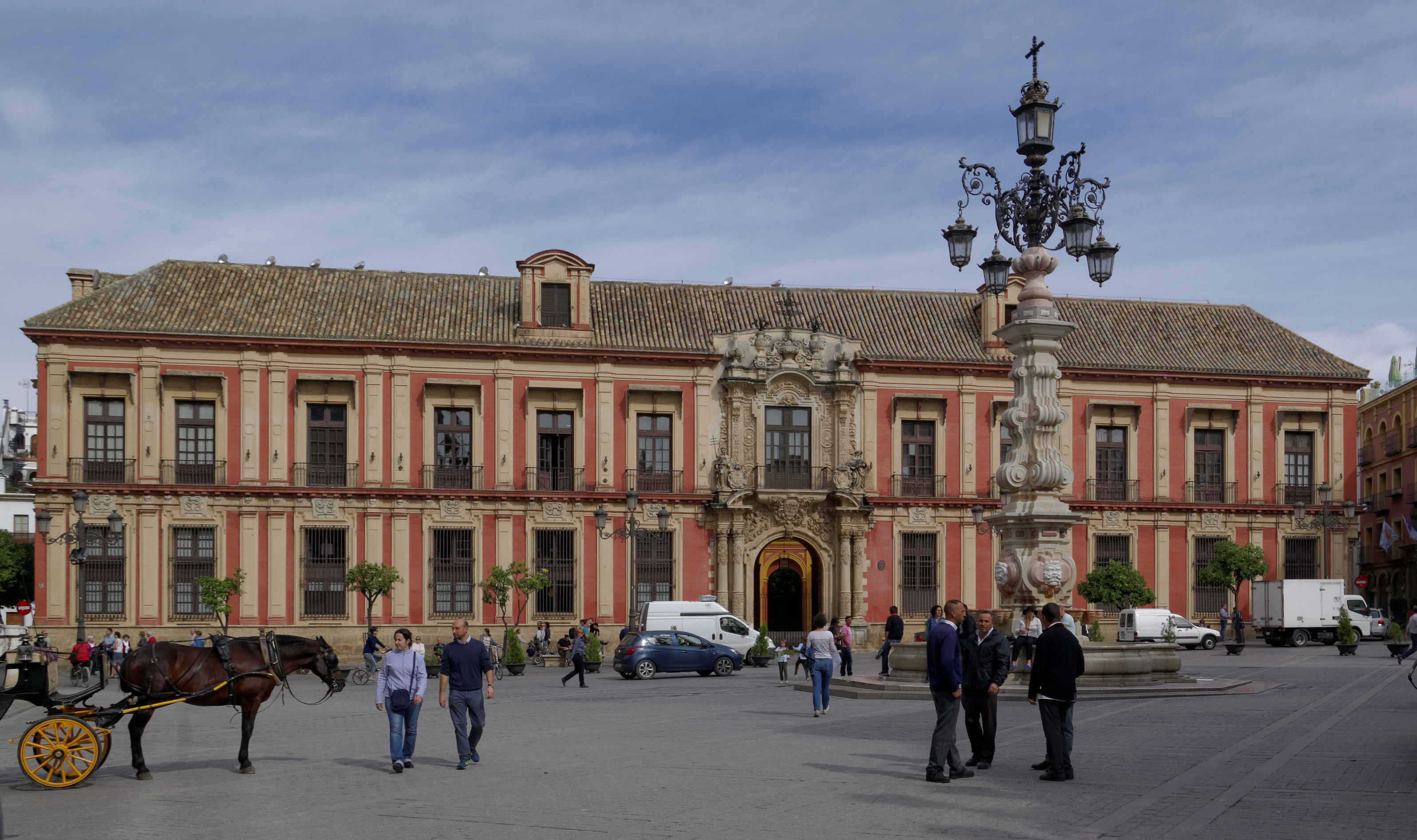
Arcibiskupský palác v Seville